# Microstylum gigas
Microstylum gigas är en tvåvingeart som först beskrevs av Christian Rudolph Wilhelm Wiedemann 1821.  Microstylum gigas ingår i släktet Microstylum och familjen rovflugor. Inga underarter finns listade i Catalogue of Life.